# Enseignement d'Ani
L'enseignement d'Ani est une œuvre littéraire héritée de l'Égypte antique probablement rédigée au Nouvel Empire à l'époque de la XIXe dynastie. Ce recueil de maximes et de préceptes éthiques est l'une des dix-sept sagesses que la civilisation des anciens Égyptiens nous ait laissée. Ce genre littéraire très prisé au Proche-Orient apparait dans la Bible à travers le livre des Proverbes ou le livre de la Sagesse.

## Manuscrits
Cet enseignement est connu par une vingtaine de manuscrits originaux. La version la plus complète figure sur le « papyrus de Boulaq 4 ». Conservée au Musée du Caire, cette version est originaire de la ville de Thèbes et date de la XXIe dynastie. Le début est lacunaire et le travail de copiste du scribe est médiocre et très fautif. Les autres papyri présentent tous des versions partielles comme le « papyrus Chester Beatty 5 » du British Museum (XIXe dynastie) ou le papyrus n° E30144 du Musée du Louvre (XXe dynastie). On connaît aussi une dizaine d'ostraca de l'époque ramesside.

## Description
Le début de l'œuvre est partiellement perdu mais il ne semble pas que le prologue ait été très développé comme dans l'enseignement de Ptahhotep. 
Le corps du texte expose une suite de maximes et de préceptes moraux et éthiques qui se suivent sans suite logique ni réelle démarcation. Les thèmes abordés ne diffèrent pas des autres sagesses égyptiennes et semblent directement s'être inspirés de l'enseignement de Ptahotep :
- comment se conduire :

« Ne parle pas à la légère en discutant. »

- la manière de faire un rapport à un supérieur :

« Garde-toi d'actes de falsifications à l'encontre d'un haut dirigeant quand tu lui fais un rapport. Tiens caché ce qu'il dit dans sa maison. »

- l'importance de la famille :

« Prends femme lorsque tu te trouves pubère, afin qu'elle te fasses un fils (...), heureux l'homme dont les gens sont nombreux, on le respecte à proportion de ses enfants. »

Mais contrairement à Ptahhotep, Ani met plus en avant la relation personnelle de l'homme avec les divinités :

« Célèbre la fête de ton dieu et renouvelle la à son époque. Le dieu est irrité quand on le bafoue. »

L'originalité de cet enseignement réside dans son épilogue. Cette conclusion se présente comme un débat où Ani discute avec son fils Khonsouhotep de la faculté et de la nécessité de l'apprentissage. Après que le fils eut justifié de sa paresse et de son refus d'apprendre par la fatalité d'un caractère inné ; Ani son père lui réplique :

« Le bois tordu est laissé dans un champ. Après qu'il a été exposé au soleil et à l'ombre, le charpentier va le chercher pour le rectifier et pour en faire la canne d'un vieillard. »